# Sarimarais
Sarimarais is een geslacht van vlinders van de familie tandvlinders (Notodontidae), uit de onderfamilie Notodontinae.

## Soorten
- S. bicolor (Distant, 1899)
- S. peringueyi (Janse, 1920)
- S. pinheyi Kiriakoff, 1962
- S. quarta Kiriakoff, 1962